# Chromios von Gela
Chromios (altgriechisch Χρόμιος) stand im 5. Jahrhundert v. Chr. im Dienst von drei Tyrannen von Gela.
Chromios war Sohn des Agesidamos und ein Freund des Tyrannen Hippokrates, für den er sich um 492 v. Chr. bei der Schlacht gegen Syrakus am Heloros verdient machte. Nach dem Tod des Hippokrates schloss er sich dessen Nachfolger Gelon an und siedelte mit ihm nach Syrakus über, als Gelon dem Hilferuf der Gamoren folgte und dort die Herrschaft übernahm. In Syrakus bekam Chromios die Schwester Gelons zur Frau und wurde gemeinsam mit Aristonus zum Vormund für dessen Sohn bestimmt. Der Nachfolger Gelons, Hieron, nahm seine Dienste als Gesandten in Anspruch und schickte ihn nach Rhegion, um den dortigen Tyrannen Anaxilas vor dem Angriff auf Lokroi zu warnen. Bei der Gründung Aitnes wurde Chromios gemeinsam mit Hierons Sohn Deinomenes zum Epiporos (Vorsteher) der Stadt bestimmt. Als Bürger Aitnes nahm er an den Nemeen und den Pythien im Wagenrennen teil und errang dort Siege, obwohl er bereits in hohem Alter stand und als reicher und gastlicher Hausherr gepriesen wurde.

## Nachweise
1. ↑  Pindar, Nemeen 9, 95 f.
2. ↑  Herodot 7, 154.
3. ↑  Scholion zu Pindars Nemeen 9, 95.
4. ↑  Scholion zu Pindars Pythien 2, 34; 1, 98.
5. ↑  Scholion zu Pindars Nemeen 9, 6.
6. ↑  Pindar, Nemeen 1; 9.

| Personendaten    | Personendaten                     |
| ---------------- | --------------------------------- |
| NAME             | Chromios von Gela                 |
| ALTERNATIVNAMEN  | Chromios                          |
| KURZBESCHREIBUNG | Freund mehrerer Tyrannen von Gela |
| GEBURTSDATUM     | 6. Jahrhundert v. Chr.            |
| GEBURTSORT       | Gela                              |
| STERBEDATUM      | 5. Jahrhundert v. Chr.            |